# بچه‌ماهی
ماهی‌ها بین لقاح و بزرگسالی مراحل مختلف زندگی را پشت سر می‌گذارند. زندگی یک ماهی به صورت تخم‌ها در مرحلهٔ تخم‌ریزی آغاز می‌شود که به صورت لاروهای بی‌تحرک بیرون می‌آیند. این لاروها هنوز توانایی تغذیه خود را ندارند و کیسه زرده‌ای را حمل می‌کنند که تغذیه ذخیره‌شده را فراهم می‌کند. پیش از اینکه کیسه زرده به‌طور کامل ناپدید شود، ماهی جوان باید به اندازه کافی بالغ شود تا بتواند به‌طور مستقل غذایابی کند. هنگامی که آنها به حدی رشد کردند که بتوانند به تنهایی تغذیه کنند، ماهی را نوزاد ماهی (Fry) می‌گویند. افزون بر این، زمانی که آنها پولک‌ها و باله‌ها کاری ایجاد کرده‌اند، به مرحلهٔ یک بچه‌ماهی کامل منتقل می‌شود و به آن بچه‌ماهی (Fingerling) می‌گویند که به این اصطلاح معمولاً به اندازه انگشتان انسان است. مرحله جوانی تا زمانی که ماهی به‌طور کامل رشد کند، از نظر جنسی بالغ شود و با دیگر ماهیان بالغ در تعامل باشد، ادامه می‌یابد.

## نگارخانه

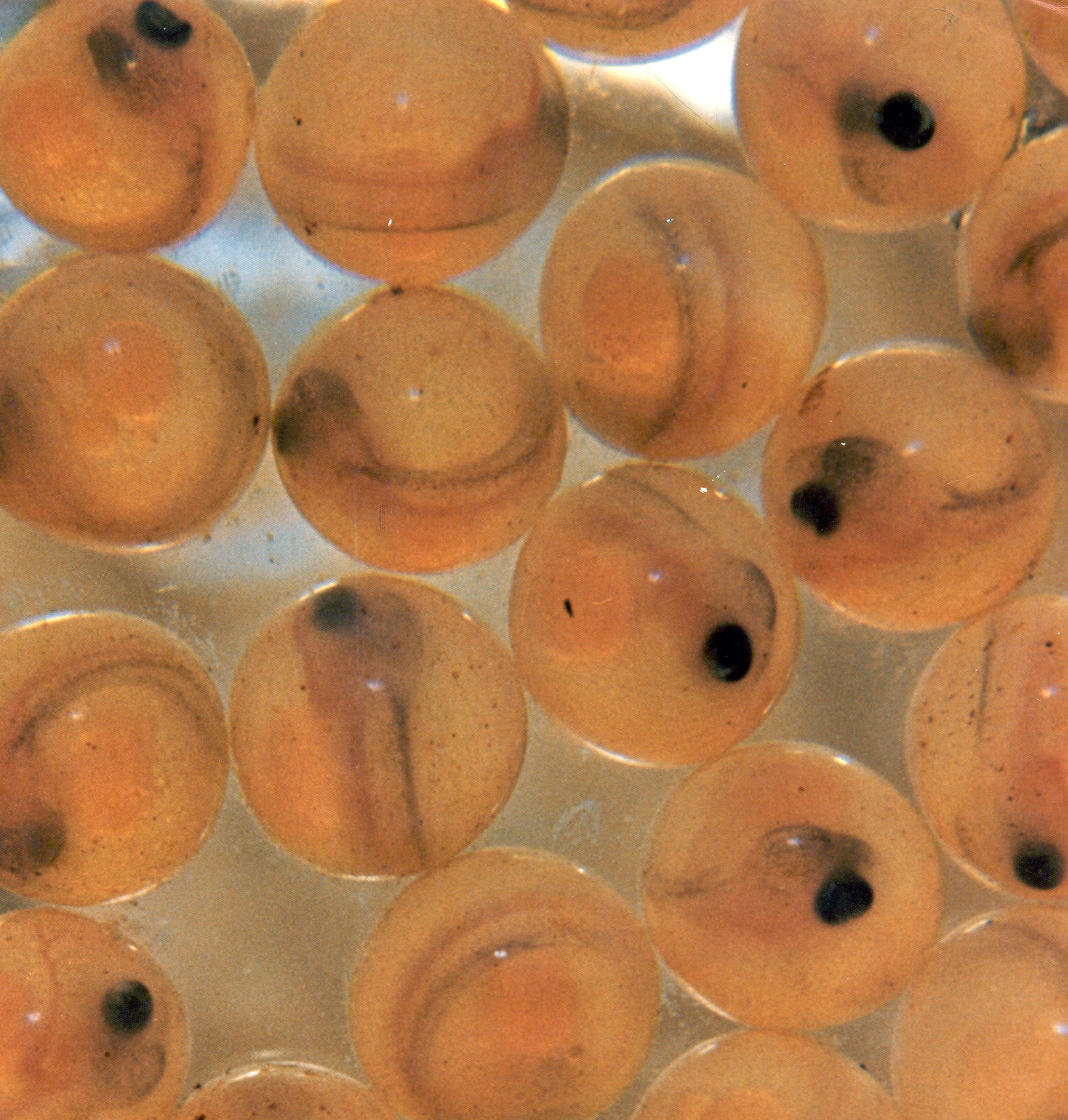
تخم ماهی قزل‌آلا. لاروهای در حال رشد را می‌توان از طریق پاکت شفاف تخم دید. لکه‌های سیاه چشم هستند.
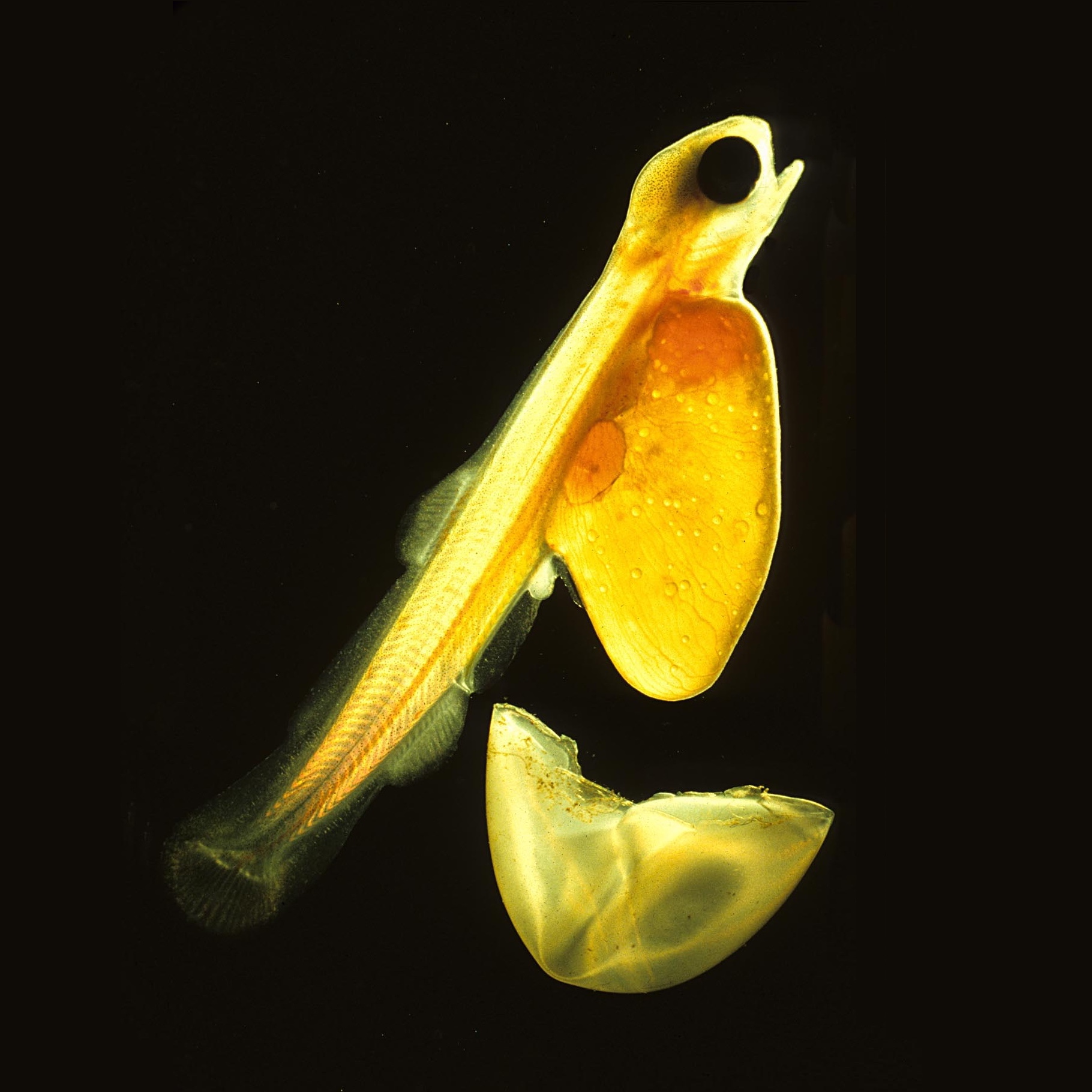
تخم ماهی قزل‌آلا در حال جوجه به صورت کیسه‌ای. پس از چند روز، بچه کیسه‌ای کیسه زرده را جذب می‌کند و تبدیل به یک نوزاد قزل‌آلا می‌شود.
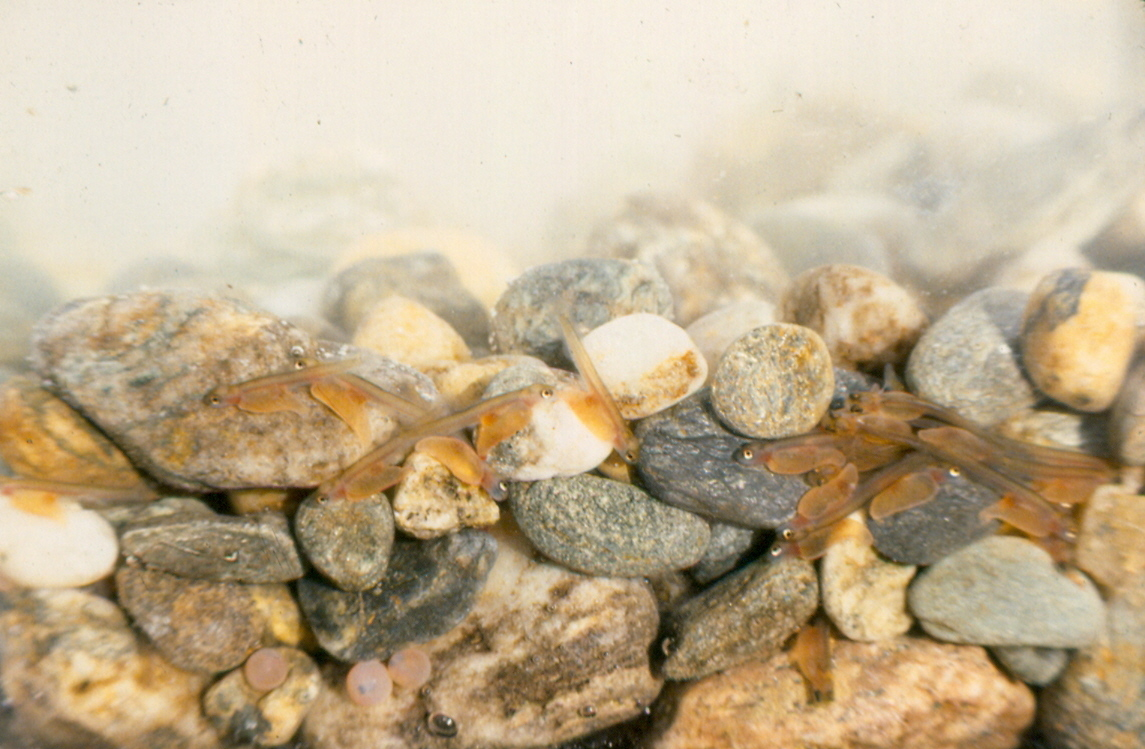
بچه کیسه‌ای در زیستگاه شنی قرمز (لانه) خود باقی می‌ماند، در حالی که کیسه زرده یا "جعبه ناهار" آنها خالی است. (برای بزرگ‌نمایی کلیک کنید)
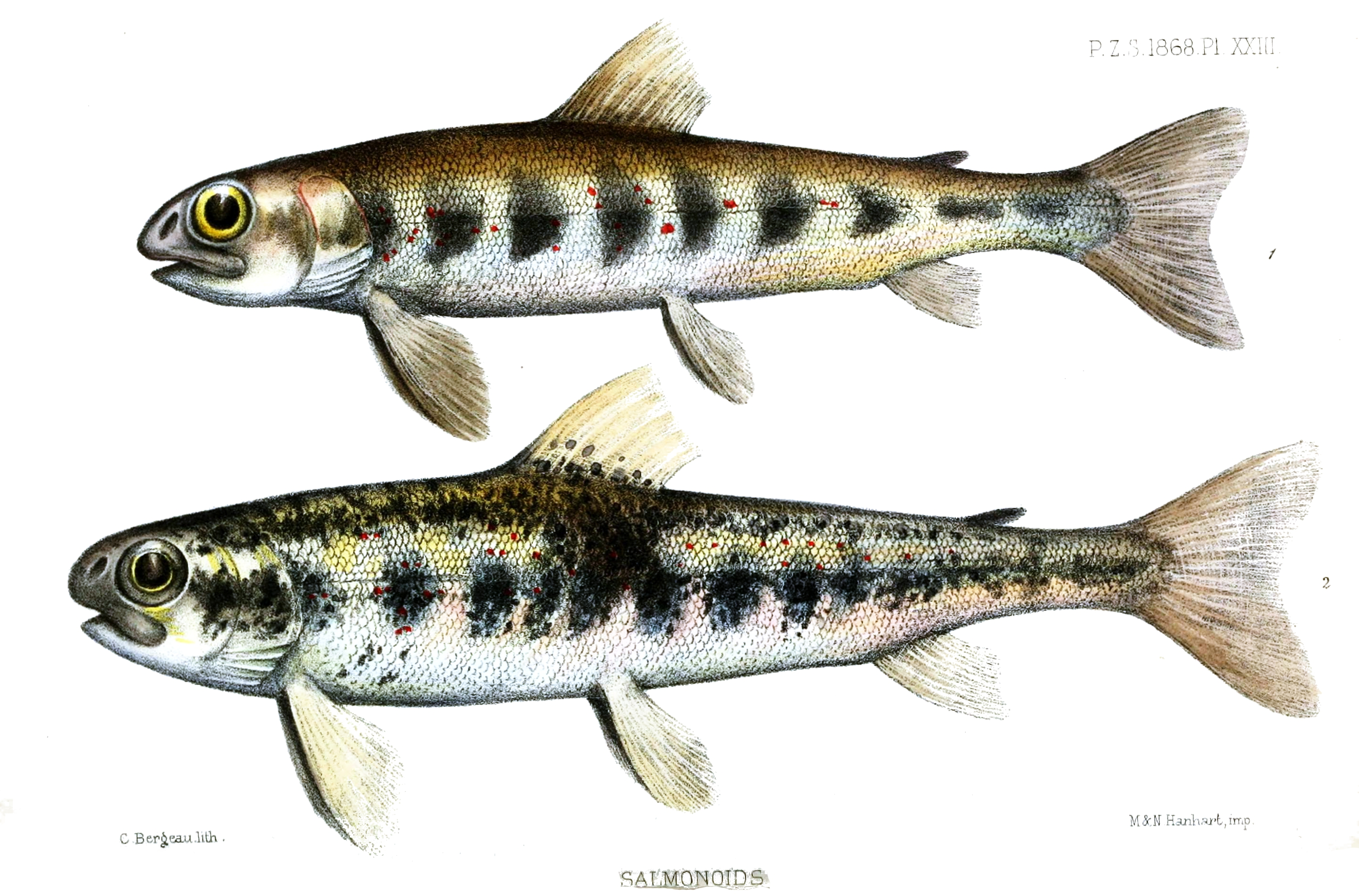
ماهی قزل‌آلای جوان، پارس، در رودخانه نسبتا محافظت شده ناتال رشد می‌کند.
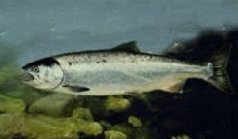
پاروها میله‌های استار خود را گم می‌کنند و برای انتقال به اقیانوس آماده می‌شوند. ذوبمی‌شوند.
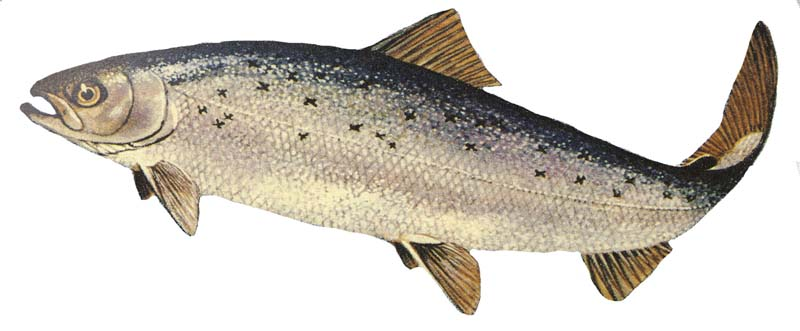
ماهی قزل‌آلا پس از ذوب وارد اقیانوس می‌شود و به ماهی آزاد بالغ تبدیل می‌شود. آنها وزن بیشتری را در اقیانوس به دست می‌آورند.